# تيدي هولاند
تيدي هولاند (بالإنجليزية: Teddy Holland)‏ هو لاعب كرة القدم الغالية أيرلندي، ولد في 1948م في Ballinascarty ‏ في جمهورية أيرلندا.

## مسيرة اللعب
امتدت مسيرة هولاند في النادي على مدار أربعة عقود من الستينيات إلى أوائل التسعينيات. بدأ مع فريق باليناسكارثي، واستحق الانضمام إلى فريق كاربيري الذي فاز بألقاب بطولة المقاطعة في عامي 1968 و1971. 